# Leptotarsus (Macromastix) pallidus
Leptotarsus (Macromastix) pallidus is een tweevleugelige uit de familie langpootmuggen (Tipulidae). De soort komt voor in het Australaziatisch gebied.